# Église Saint-Jacques de la Folie-Herbault
L'église Saint-Jacques de la Folie-Herbault est un édifice religieux situé sur la commune de Fains-la-Folie, en France.

## Généralités
L'église est située sur le hameau de la Folie-Herbault, dans l'ancienne commune de Fains-la-Folie, intégré à la nouvelle commune d'Éole-en-Beauce, dans le département d'Eure-et-Loir, en région Centre-Val-de-Loire, en France. Elle fait partie de la paroisse de Saint-Martin en Beauce, du diocèse de Chartres.

## Historique
L'église est datée du XIIIe siècle. Au XVIe siècle, est ajouté une chapelle au nord de l'église et un grand vitrail au sud.
L'église est classée au titre des monuments historiques par arrêté du 12 septembre 1905

## Architecture

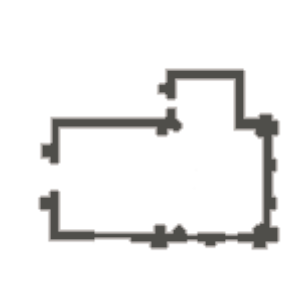
Plan de l'église Saint Jacques de la Folie Herbault

L'église est de plan rectangulaire et à chevet plat.
L'entrée de l'église présente un clocher-mur soutenu par deux contreforts.
A l'intérieur, les murs du chœur et de la nef présentent des peintures très dégradées, représentant les apôtres, fleurettes et litres blasonnés. Au sud, le vitrail du XVIe siècle est un vitrage à remplage flamboyant.

## Mobilier
Plusieurs statues, dégradées, sont inscrites à titre objet des monuments historiques : une statue d'évêque, une statue de saint Jacques et une statue de sainte Barbe. Ces statues datent des XVIe et XVIIe siècles. Est également inscrit, une croix en bois peint polychrome du XVIIe siècle.
L'église possède également une cloche datée de 1723.

## Galerie

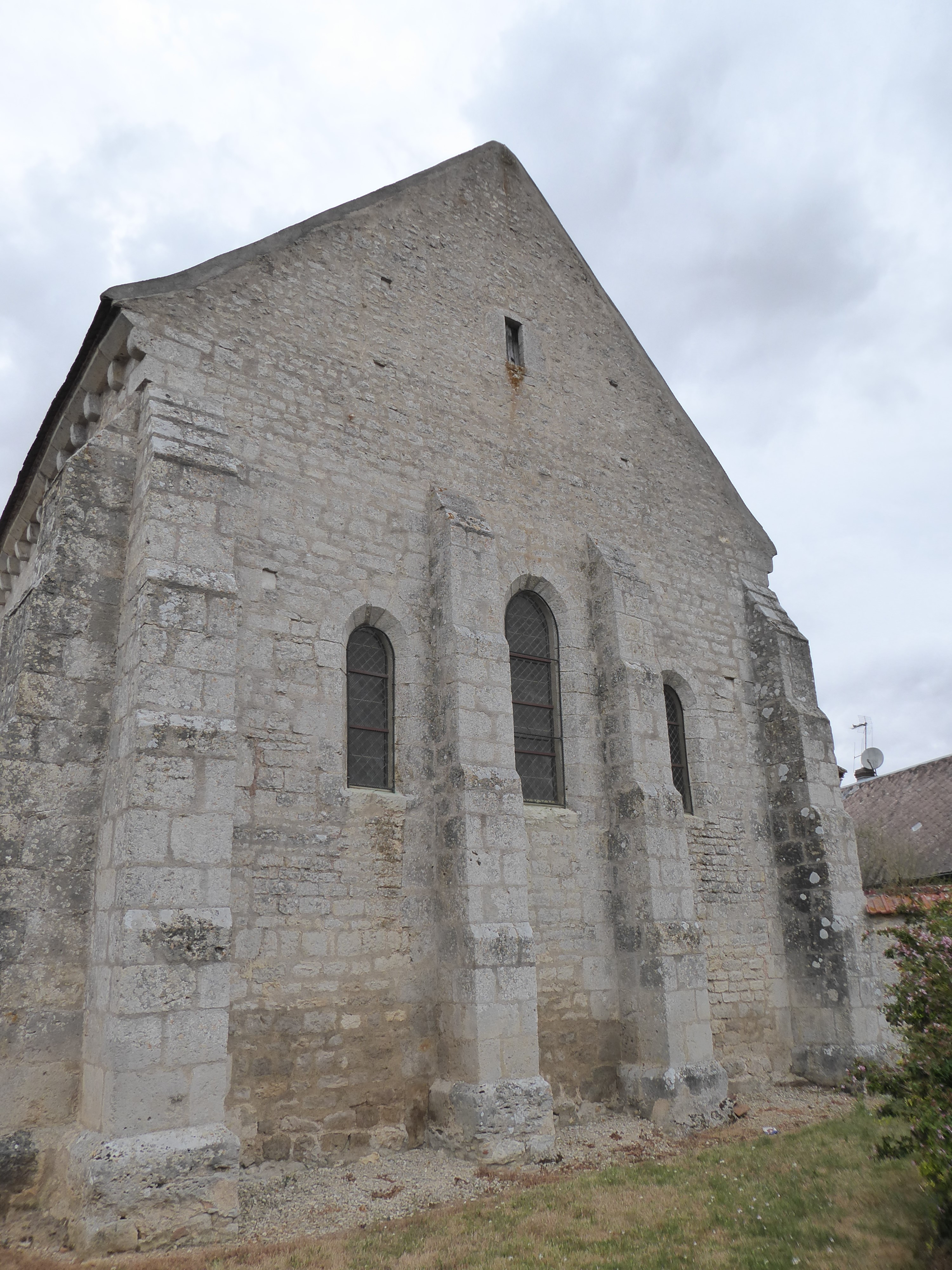
Chevet
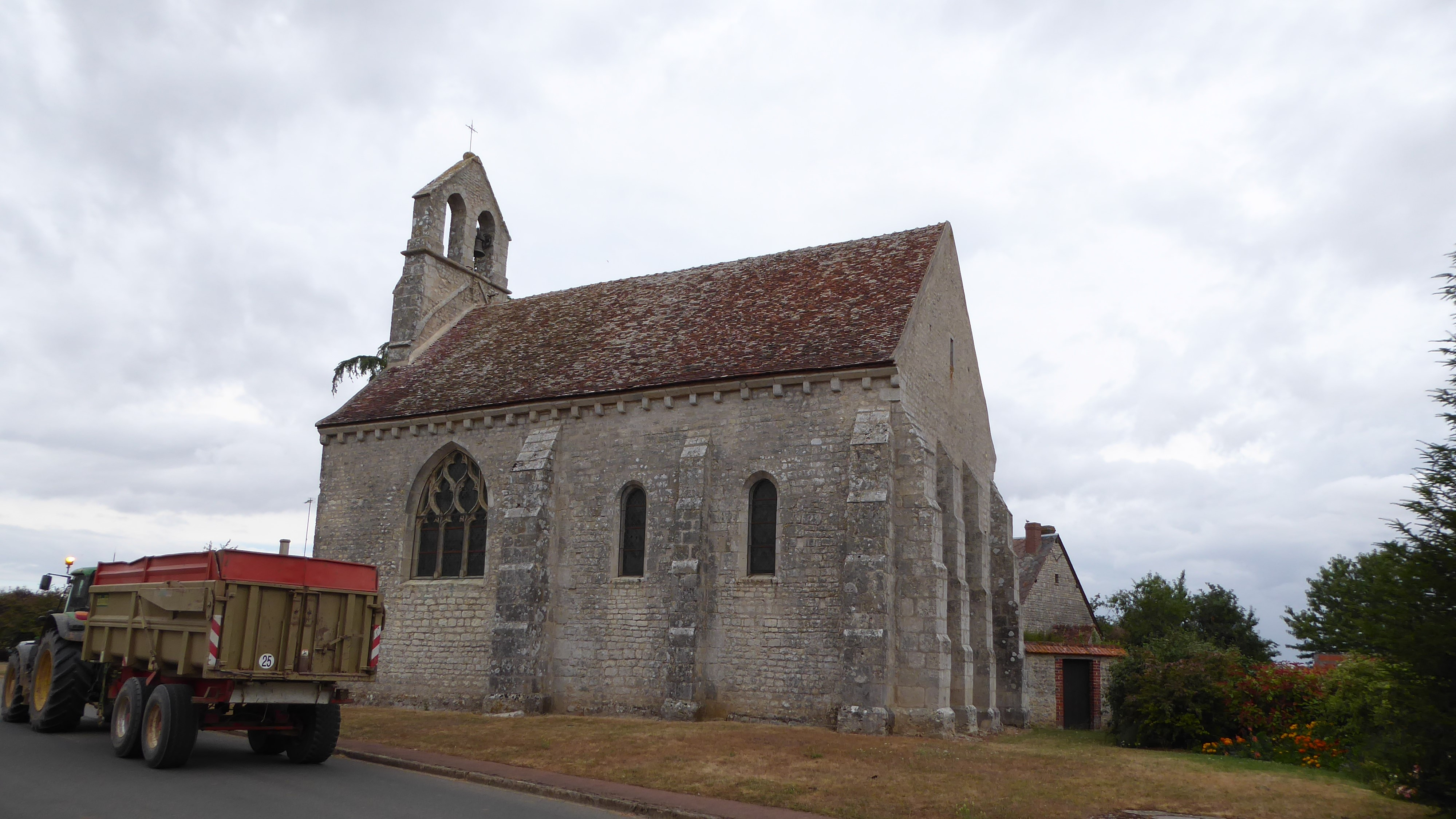
Mur sud
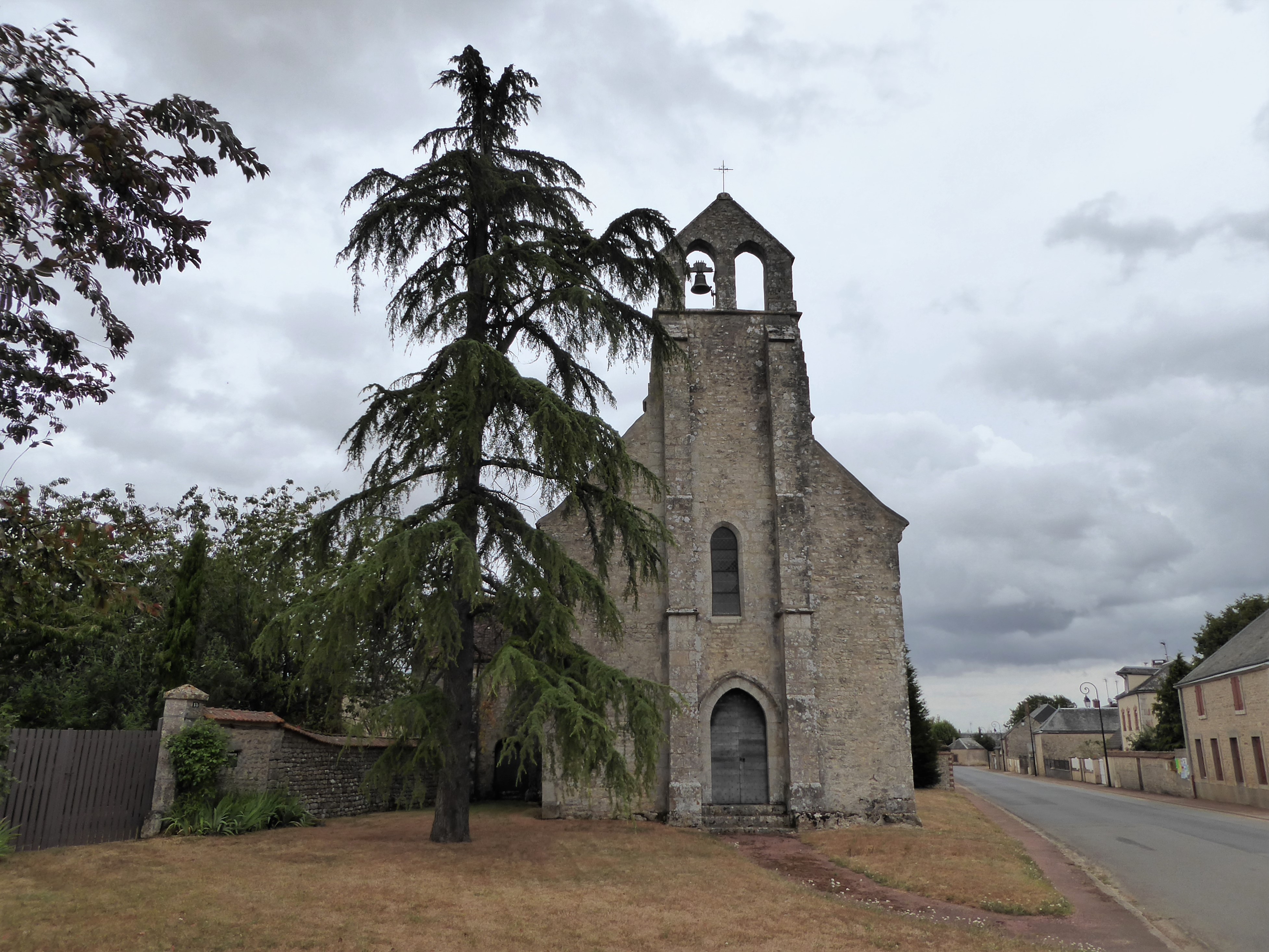
Clocher-mur